# Rauvolfia moricandii
Rauvolfia moricandii är en oleanderväxtart som beskrevs av A.Dc.. Rauvolfia moricandii ingår i släktet Rauvolfia och familjen oleanderväxter. Inga underarter finns listade i Catalogue of Life.